# وکیل‌آباد (بافت)
وکیل‌آباد یک روستا در ایران است که در بخش خبر شهرستان بافت قرار گرفته است.

## آب و هوا و اقلیم
آب و هوای روستای وکیل آباد معتدل خشک با تابستان های نسبتا گرم با شب های خنک و زمستان های سرد است. ارتفاع این روستا از سطح دریا بیش از ۲٬۰۷۰ متر است.

## جمعیت
جمعیت روستای وکیل‌آباد ۴۱۷ نفر است.

## کشاورزی
از مهم ترین محصولات کشاورزی این روستا می توان به صیفی جات از جمله پیاز و نیز محصولاتی از جمله بادام اشاره کرد. میوه های سردسیری بسیاری نیز در این روستا بدست می آید.